# Ermerod

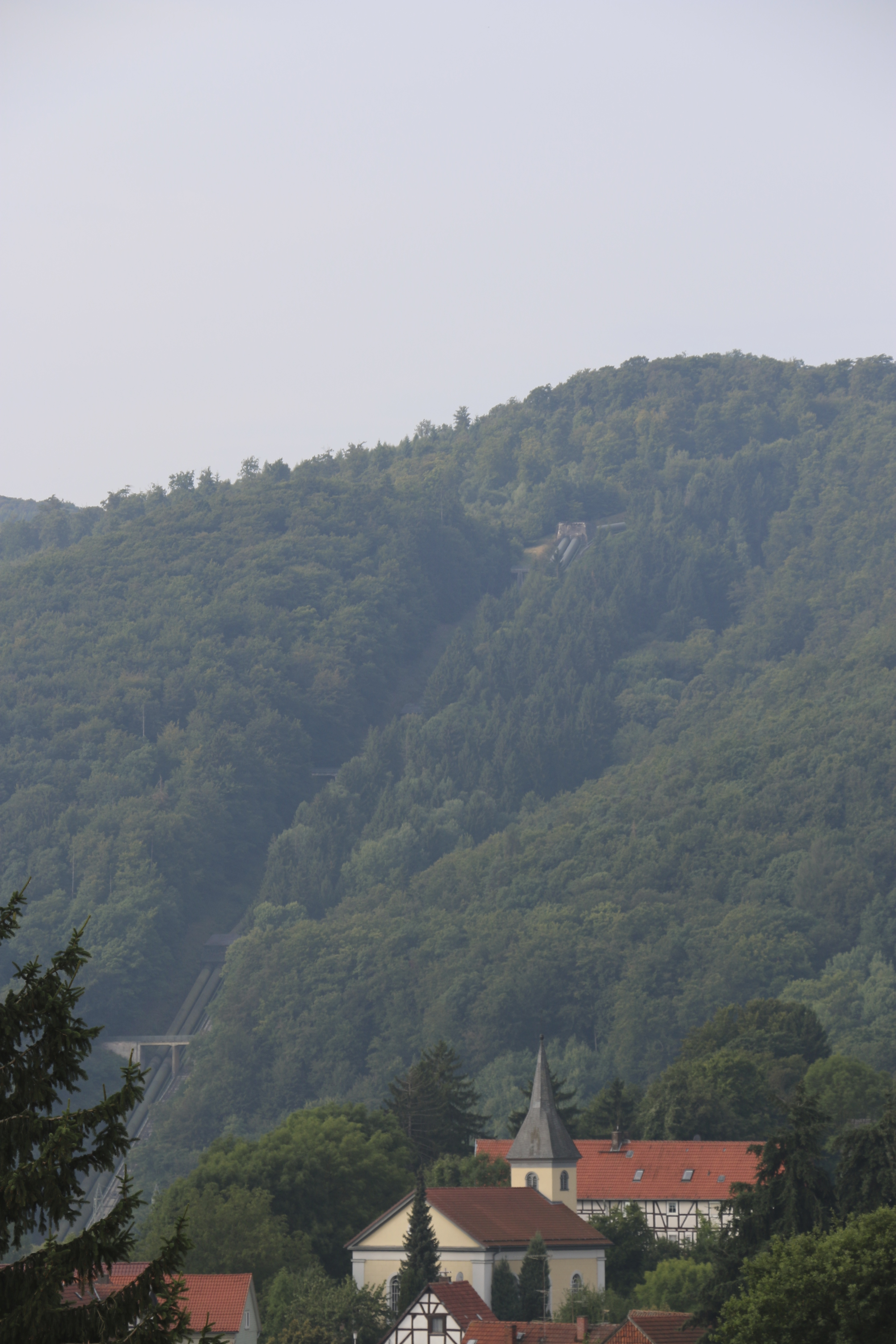
Blick von Hemfurth zum Peterskopf mit Rohrleitungen des Pumpspeicherwerks Waldeck I und Strecke der Peterskopfbahn

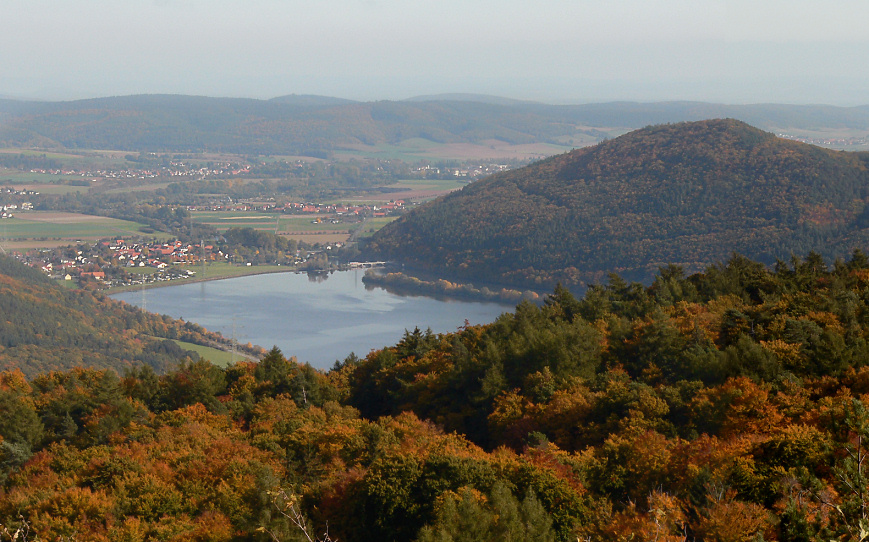
Blick vom Peterskopf nach Osten mit Affolderner See und dortigem Affoldern, Rabenstein (rechts), Mehlen (mittig), Bergheim (hinten links), Lieschensruh (linker Rand), Gewerbegebiet Edertal (mittig rechts) und Altem Wald am Horizont

Der Ermerod bei Hemfurth im nordhessischen Landkreis Waldeck-Frankenberg ist ein ehemaliger Gipfel des Kellerwalds nah dem Edersee. Das Messtischblatt Wildungen verzeichnete im Jahr 1934 seine Höhe auf 541,3 m ü. NHN. Heute steht an der früheren Stelle des Gipfels das Oberbecken II der Pumpspeicherwerke Waldeck mit einer Stauzielhöhe von 534,0 m, östlich davon liegt das bereits 1934 bestandene Oberbecken I mit 506,6 m Stauziel am Ostriedel Peterskopf.

## Geographie

### Lage
Das Ermerodgebiet liegt im Nordosten des Nationalparks Kellerwald-Edersee und somit im Naturpark Kellerwald-Edersee. Der Gipfel erhob sich etwa 3,5 km südwestlich der Staumauer des Edersees, der Peterskopf liegt direkt westlich des Affolderner Sees. 
Der Ermerod lag zwischen dem unmittelbar angrenzenden Ochsenwurzelskopf (542,2 m) im Nordwesten und dem Dicken Kopf (603,7 m) im Süden. Nordöstlich befindet sich der Edertaler Ortsteil Hemfurth-Edersee. Östlich vorbei am Peterskopf fließt die Eder. Südlich des Peterskopfes entspringt der südostwärts fließende Wesebach-Zufluss Heimbach; an den Westhängen des Ermerod entspringt der Mellbach, der nach Nordwesten verläuft und östlich vom nahen Bringhausen in den Edersee mündet.

### Naturräumliche Zuordnung
Das Gebiet gehört in der naturräumlichen Haupteinheitengruppe Westhessisches Bergland (Nr. 34) und in der Haupteinheit Kellerwald (344) zur Untereinheit Große Hardt (344.3), wobei seine Landschaft in Richtung Osten in der Haupteinheit Ostwaldecker Randsenken (341) und in der Untereinheit Wildunger Senke (341.5) in den Naturraum Wegaer Ederaue (341.51) abfällt.

## Schutzgebiete
Auf Peterskopf und Ermerod befinden sich Teile des Fauna-Flora-Habitat-Gebiets Kellerwald (FFH-Nr. 4819-301; 58,22 km²). Außerdem liegen dort solche des Vogelschutzgebiets Kellerwald (VSG-Nr. 4920-401; 263,99 km²).

## Wasserkraft
Unmittelbar westlich des Peterskopfs liegt zur Stromgewinnung aus Wasserkraft das Oberbecken I und direkt westlich davon, am ehemaligen Gipfelstandort des Ermerod das größere Oberbecken II, dessen oberer Rand sich auf 541,5 m Höhe befindet. Beide Becken gehören zur Stauanlage der Pumpspeicherwerke Waldeck, deren Kraftwerk Waldeck I am Bergfuß steht, während sich das Kraftwerk Waldeck II als Kavernenkraftwerk im Berginneren befindet. Wegen dieser technischen Einrichtungen trägt die Erhebung im Volksmund den Beinamen Energieberg.

## Peterskopfbahn
Auf den Peterskopf fährt aus dem Edertal bei Hemfurth kommend die Peterskopfbahn. Sie ist eine Standseilbahn, die 1929 im Rahmen des ersten Kraftwerk- und Oberbeckenbaus auf dem Peterskopf insbesondere für den Gütertransport errichtet wurde. Erst seit 1983 dient sie dem Personenverkehr. Sie überwindet 290 m Höhenunterschied bei maximal 45,5 % Gefälle und ist insgesamt 917 m lang.

## Tourismus und Einrichtungen
Wer die Lagen von Peterskopf und Ermerod zum Beispiel mit der Peterskopfbahn aufsucht, der kann die dortigen Oberbecken anschauen und erhält von der am Nordostrand vom Oberbecken II befindlichen Aussichtsplattform Peterskopf (⊙) auf 540,58 m Höhe einen Rundblick zum Edersee mit Hemfurth-Edersee und Schloss Waldeck, in den Kellerwald, in das östlich des Affolderner Sees zunehmend weitläufigere Edertal. Bei guten Sichtbedingungen reicht der Blick über den Alten Wald hinweg unter anderem auch zum Hohen Habichtswald bei Kassel, in dem der Fernmeldeturm Habichtswald und die Pyramide mit Figur des Kasseler Herkules zu erkennen sind.
Auf dem Peterskopf steht das Gasthaus Zur Berghütte − Jausenstation und auf dem Ermerod die wegen der Errichtung des Oberbeckens II abgetragene und etwas entfernt wieder aufgebaute Friedrichshütte. An die Aussichtsplattform angegliedert ist ein Sendeturm für Mobilfunk. Am Fuß und im Inneren des Peterskopfs können mit Waldeck I sowie Waldeck II die Pumpspeicherwerke Waldeck sowie das dortige Informationszentrum besichtigt werden.

## Ski-Arena Peterskopf
In Planung war, am Nordosthang des Peterskopfs ein Wintersportgebiet, die Ski-Arena Peterskopf, zu errichten. Hierfür wurden Investitionen von rund 60 Mio. Euro veranschlagt. Das Kernstück der Ski-Arena wäre eine knapp 2 km lange Skipiste in rund 30 m breiter Schneise, mit etwa 300 m Höhenunterschied und 18 bis 25 % Gefälle gewesen. Dazu war eine Seilbahn geplant, die vom Tal der Eder auf die Erhebung führen sollte. Ihre Talstation sollte am Ostufer des Flusses nordwestlich des Affolderner Sees errichtet werden, die Zwischenstation am Fuß des Peterskopfs südsüdwestlich von Hemfurth, so dass die Bahn bereits etwa von der Freiluftschaltanlage der Pumpspeicherwerke Waldeck über die Eder geführt hätte. Ihre Bergstation sollte nahe dem Oberbecken I erbaut werden, für den ein Skilift mit Piste unter anderem für Anfänger und eine Halfpipe in Planung war. Weil das Skigebiet die Natur des Nationalparks Kellerwald-Edersee nachhaltig geschädigt hätte, wurde das Vorhaben nach mehrjähriger Planungsphase im Jahr 2005 offiziell abgelehnt.

## Verkehr und Wandern
Etwas östlich des Peterskopfs verläuft im Edertal vorbei am Affolderner See die Landesstraße 3086 (Edersee-Staumauer–Affolderner See). Von dieser Straße zweigt südöstlich von Hemfurth die Kreisstraße 35 ab, welche anfangs die Eder überbrückt, um dann durch Hemfurth, nördlich vorbei an Peterskopf und Ermerod, den Wildpark Edersee passierend, und schließlich entlang dem Südufer des Edersees nach Bringhausen zu führen, wo sie als Stichstraße endet. Zum Beispiel an diesen Straßen beginnend kann man beide Erhebungen auf Waldwegen und -pfaden erwandern. Rund um die Oberbecken wurden mehrere Wander- und Radwege angelegt, darunter sind Abschnitte von Urwaldsteig Edersee und Ederhöhenweg sowie ein solcher vom Nationalparkradweg Kellerwald-Edersee, so dass die Becken Ausgangs- und Durchgangspunkt von Wanderungen und Radtouren sind (siehe auch obig unter Tourismus).